# Resolution 784 des UN-Sicherheitsrates
Die Resolution 784 des Sicherheitsrats der Vereinten Nationen, die am 30. Oktober 1992 einstimmig verabschiedet wurde, erinnert an die Resolutionen 637 (1989), 693 (1991), 714 (1991) und 729 (1992) erinnerte, genehmigte der Rat einen Beschluss des Generalsekretärs Boutros Boutros-Ghali, das Mandat der Beobachtermission der Vereinten Nationen in El Salvador (ONUSAL) um einen weiteren Monat bis zum 30. November 1992 zu verlängern.
Innerhalb dieses Zeitrahmens forderte die Resolution den Generalsekretär auf, Empfehlungen zu einer möglichen Verlängerung des Mandats, zum Mandat und zur Stärke, die ONUSAL benötigen wird, um die Umsetzung der letzten Phasen des Friedensprozesses in El Salvador zu überprüfen, sowie zu den damit verbundenen finanziellen Auswirkungen vorzulegen. Außerdem wurden beide Parteien, die Nationale Befreiungsfront Farabundo Martí und die Regierung von El Salvador, aufgefordert, die von ihnen am 16. Januar 1992 in Mexiko-Stadt unterzeichneten Vereinbarungen umzusetzen und einzuhalten.
Boutros-Ghali teilte dem Rat später am 11. November 1992 mit, dass beide Parteien seinem Vorschlag zugestimmt hätten, den Konflikt bis zum 15. Dezember 1992 zu beenden.